# Славяне-мусульмане Косова и Метохии

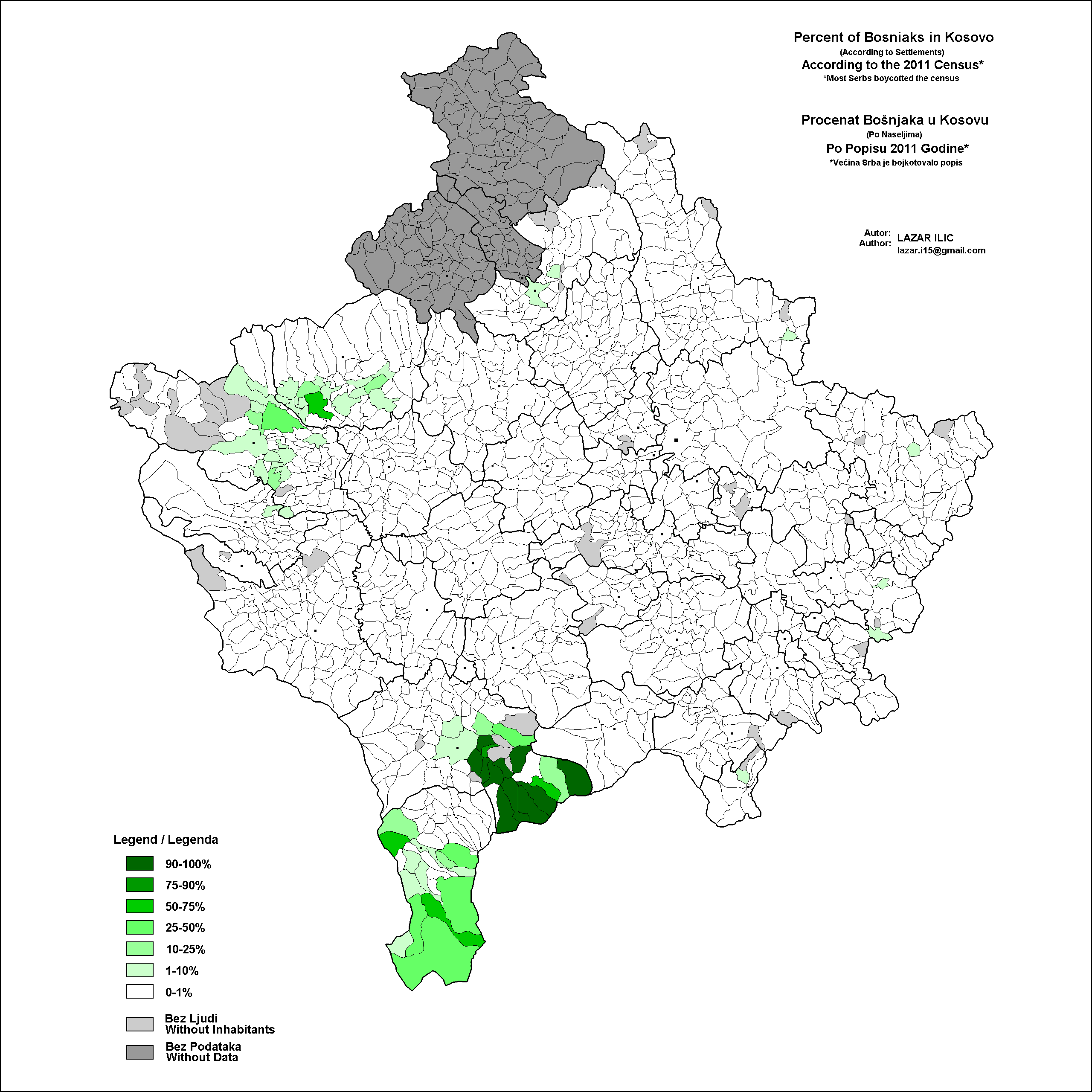
Боснийцы-мусульмане в Косове
(перепись 2011 года)

Славя́не-мусульма́не Ко́сова и Мето́хии — народы и этнические группы/этнорелигиозные группы, имеющие славянское происхождение и исповедующие ислам, живущие на территории исторических регионов Косова и Метохии. Выделяются переселенческие группы (как правило, из Черногории и Санджака) и группы коренного славянско-мусульманского населения.
Чаще всего славяне-мусульмане идентифицируют себя как боснийцы (босняки) и горанцы.
По данным переписи населения 2011 года, в Косове и Метохии проживает 27 533 боснийца и 10 265 горанцев. Из них основная часть боснийцев живёт согласно административно-территориальному делению частично признанной Республики Косово в общинах Призрен (16 896), Драгаш (4 100), Печ (3 786) и Исток (1 142), горанцы живут преимущественно в общине Драгаш (8 957), кроме того, горанской указали свою национальность 655 человек в общине Призрен. Родным языком боснийский назвали 28 989 жителей Косова и Метохии, причём во время переписи славяне-мусульмане указывали родным языком как боснийский, так горанский и сербский языки.

## Основные группы славян-мусульман
Южнославянские мусульманские группы Косова и Метохии разделяют на две группы.
К первой группе относится мусульманское население, недавно переселившееся в Косово и Метохию в основном после Второй мировой войны из Черногории (населённые пункты Рожае, Биело Поле, Плав, Гусине) и частично из сербской области Санджак. Основной областью их расселения является Северная Метохия (несколько селений в окрестностях города Печ), также они живут в ряде селений в центральном Косове, в частности, в большом селении Мазгит возле города Приштина. Исламизированные славяне переселялись в Косово и Метохию на территорию, населённую главным образом близкими к ним по вере албанцами-мусульманами, они занимали земли, которые оставляли при отъезде из Косова православные христиане (в период между двумя мировыми войнами в Косово и Метохию переселялись христиане преимущественно из Черногории и частично из Герцеговины, но уже во время Второй мировой войны и в послевоенный период христианское население было из Косова и Метохии в основном вытеснено). Бо́льшая часть славян-мусульман Северной Метохии и Центрального Косова сохранили славянское самосознание, они относят себя к черногорцам-мусульманам или к мусульманам-боснийцам; меньшая часть стала осознавать себя албанцами, в последнее время (в основном после 1999 года) часть представителей данной мусульманской группы выехала из Косова.

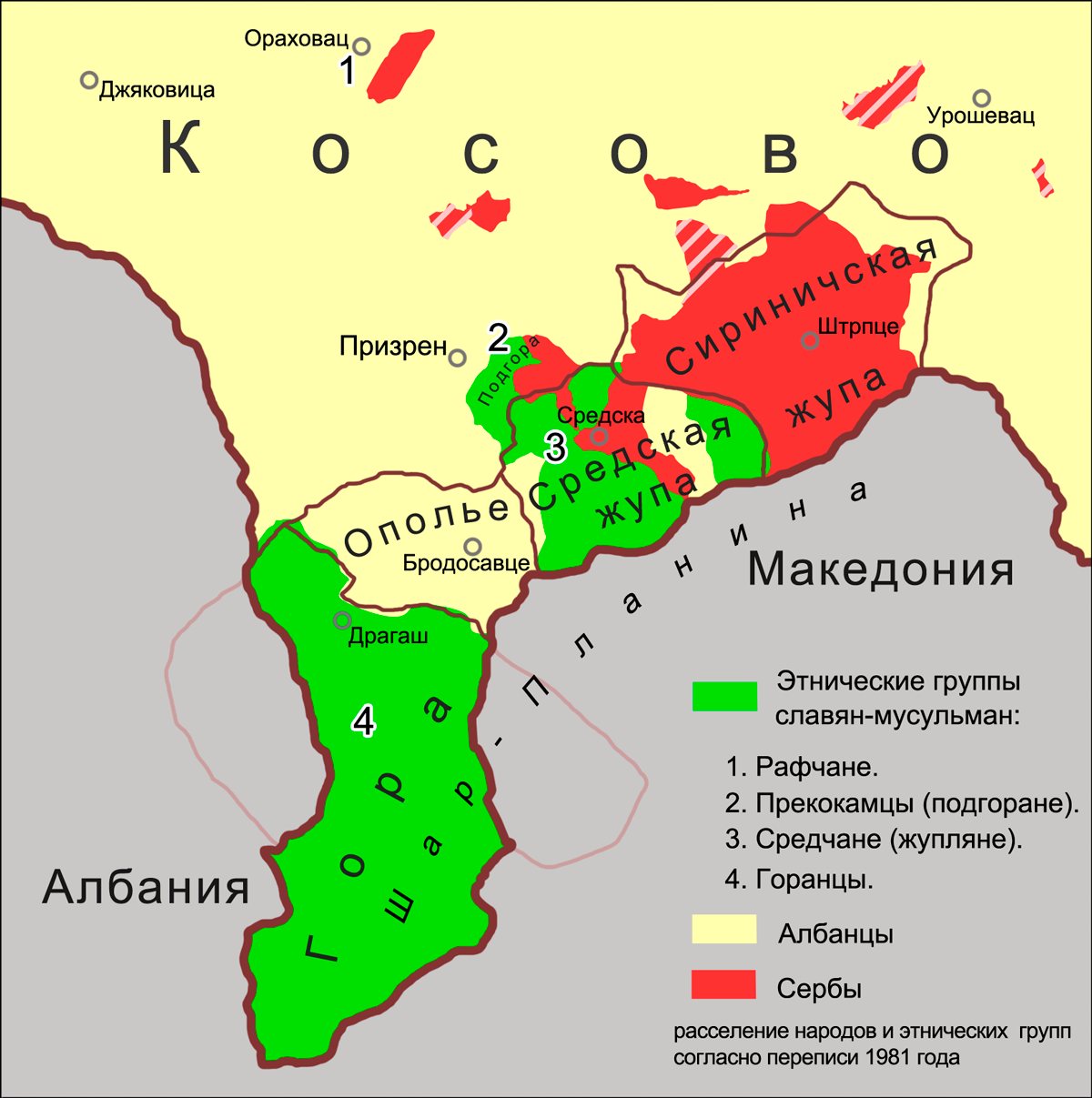
Расселение славянско-мусульманских групп на юго-западе Косова и Метохии

Ко второй группе мусульман Косова и Метохии относится коренное славянско-мусульманское население, размещённое преимущественно на юго-западе края (в северной части Шар-Планины и на нижних склонах со стороны Призренской котловины — в областях Гора, Жупа (Средска) и Подгора). Вопрос о том, является ли славянско-мусульманское население этих областей самостоятельными этническими группами или субэтническими группами в составе какого-либо крупного этноса, является спорным и неоднозначным. Главные этнические признаки, по которым выделяются славяне-мусульмане юго-запада Косова и Метохии (прекокамцы, горанцы и средчане) среди остальных этнических групп Южной Метохии — мусульманская религия и южнославянская языковая принадлежность. Несовпадение по религии и языку препятствует слиянию данных групп с окружающими их этносами, как с албанской (с которой они сходны по вероисповеданию, но отличаются по языку), так и с сербской (с которой они близки лингвистически, но различаются по религиозному признаку). Для исламизированных групп Южной Метохии характерно осознание отличия от других этнических групп, живущих в соседстве с ними, осознание своей самобытности и единства. Признавая своё славянское происхождение, мусульмане Южной Метохии в то же время осознают своё отличие как от сербов-православных, так и от единоверных албанцев. В период существования Социалистической Федеративной Республики Югославия сложился и официально был признан такой этнос, как мусульмане (муслимане) (в 1963 году), бо́льшая часть представителей славянских исламизированных групп юго-запада Косова и Метохии стала идентифицировать себя как муслиман. В 1990 годы мусульмане Боснии и Герцеговины сформировались в боснийский народ, этноним босняки был принят также и значительной частью мусульманских славянских общностей в Косове, при этом славяне Южной Метохии стали подчёркивать свою принадлежность к косовской босняцкой этнической общности, осознавая своё отличие от босняков в Боснии и Герцеговине как по происхождению, так и по языку. Близки этническим группам Шар-Планины рафчане, живущие в населённом пункте Ораховац (Южная Метохия, область Подрима), которые утратили своё славянское самосознание, считают себя албанцами, но при этом продолжают говорить по-славянски (говоры рафчан идентичны говорам православных сербов, живших в окрестностях Ораховца).
Несмотря на то, что три группы славянско-мусульманского населения Южной Метохии близки по происхождению и у них отмечаются общие черты в культуре и языке, в целом их лингвистические и этнографические различия не позволяют говорить о единой этнической славянско-мусульманской общности юго-запада Косова и Метохии. До настоящего времени каждая группа сохраняет особенности своих говоров и свои обычаи. Включение представителей шар-планинских групп сначала в муслиманскую, а затем в боснийскую общность не привело к существенному уменьшению различий между группами. В то же время после 1999 года представителями боснийской элиты Южной Метохии предпринимаются попытки сблизить мусульманско-славянские группы в языковом и культурном плане.
Как и славяне-мусульмане Северной Метохии и Центрального Косова, исламизированные славянские группы Южной Метохии вследствие экономической отсталости края и периодически вспыхивающих межнациональных конфликтов в разные периоды времени уезжали из Косово.

## Этническое самосознание

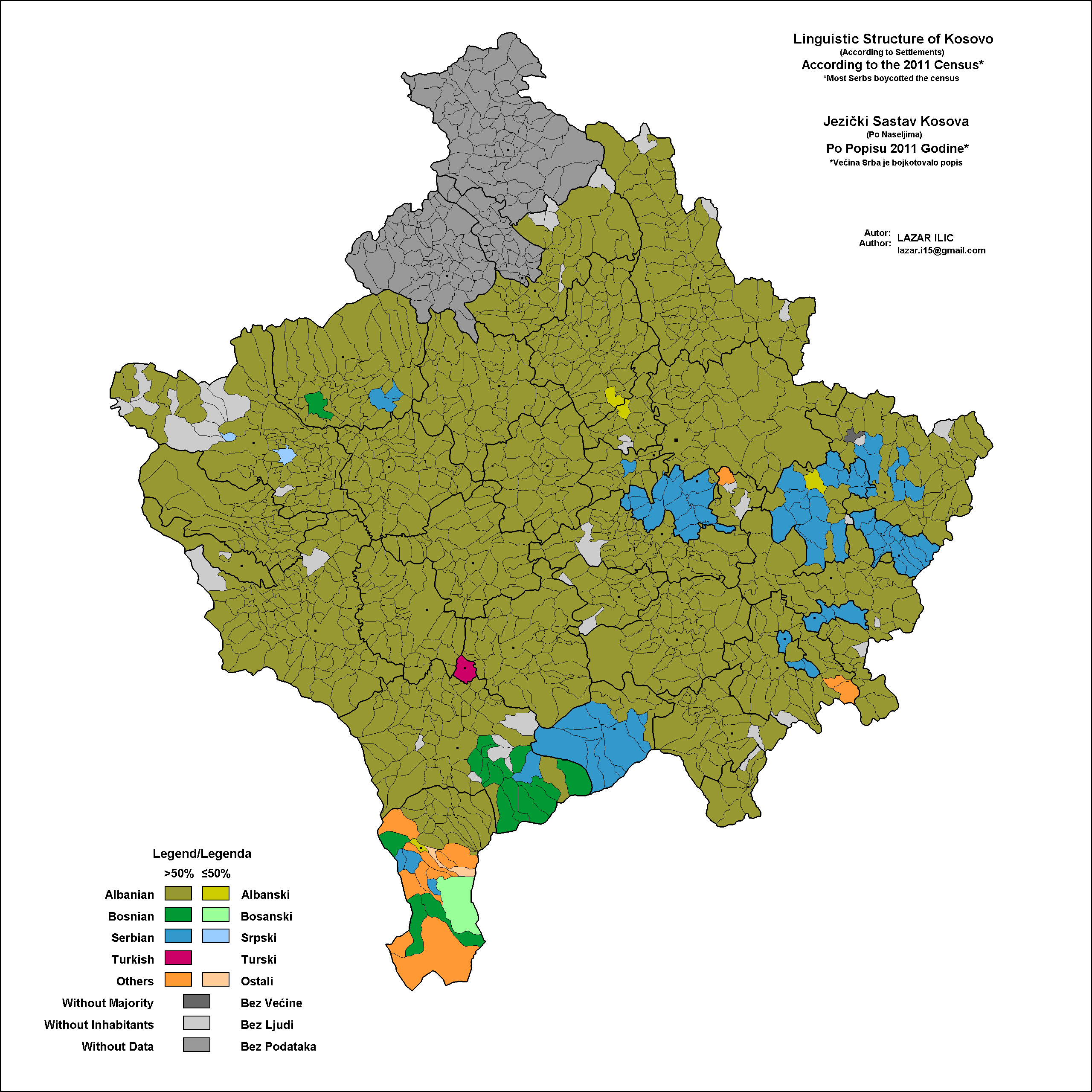
Распространение языков в Косове
(перепись 2011 года).

Славяне-мусульмане Северной Метохии и Центрального Косова сохраняют черногорское или же боснийское этническое самосознание.
Для славян-мусульман Южной Метохии характерно устойчивое региональное самосознание (они называют себя либо «нашенский», либо относят к одной из трёх этнических групп — «горанин», «жуплянин» или «подгоранин»), также для них характерно осознание себя как части славянской общности. В то же время при отнесении себя к более широкому этнотипу жители Шар-Планины могут называть себя как горанцами в широком смысле как национальности, так и турками, мусульманами, босняками и даже албанцами.

## Диалекты
Славяне-мусульмане Северной Метохии и Центрального Косова сохраняют говоры тех мест, откуда они переселились — они являются носителями сербохорватского зетско-южносанджакского диалекта с рядом языковых особенностей, характерных для речи южнославянских мусульман (наличие фонемы /х/, утрата противопоставления по палатальности в парах аффрикат).
Горанские говоры характеризуются сочетанием в них как сербских, так и македонских языковых элементов, в частности, горанские говоры являются единственными среди остальных южнославянских говоров Косова, для которых характерно наличие определённого артикля.
Говоры рафчан по диалектным чертам близки говорам сербов, живших рядом с мусульманской славянской общиной (после 1999 года сербы покинули Ораховац и окрестности), но значительно отличаются от говоров славянского населения Шар-Планины.

## Исламизация
Исламизация на территории Южной Метохии, которую населяют современные мусульманские славянские группы, представляла собой длительный процесс. Начало исламизации было обусловлено вхождением земель Шар-Планины в Османское государство с середины XV века — в период его господства большинство местного населения перешло в мусульманскую веру, завершение исламизации фиксируется к началу XX века. Среди части представителей мусульманских групп распространена точка зрения, согласно которой ислам был принят на Шар-Планине до прихода турок.
Раньше всего исламизировались славяне в области Подгора, последние группы подгорских христиан приняли ислам к середине XVIII века. В области Гора мусульманство окончательно закрепилось в середине XIX века. В области Средска христианство сохранялось в отдельных семьях до начала XX века. При этом если в Горе и Подгоре исламизация была завершена полностью, то в Средской Жупе полностью исламизировано было только население горных районов, примыкающих к Горе и Ополью, населённых мусульманами (тесные контакты горанцев и средчан отражены в появлении целого ряда общих диалектных черт в говорах горных селений в Средске (Манастирица, Нижнее Любине, Верхнее Любине, Небрегоште) и в горанских говорах). В восточной части Жупы ближе к реке Бистрица ислам почти не распространялся.
Характерной чертой славян-мусульман Южной Метохии (в основном горанцев и в меньшей степени средчан) является сохранение некоторых доисламских традиций, имеющих христианское происхождение и восходящих к празднованиям Рождества, Юрьева дня, Благовещения и т. д.

## Албанизация
Наряду с процессом исламизации в Косове и Метохии протекал процесс албанизации. После поражения сербов на Косовом поле от войск Османской империи и потери Сербией независимости, усилились миграционные процессы, православные сербы стали переселяться в более безопасные горные районы, на их место в долины Косова мигрировали албанцы. Массовое расселение албанцев началось в крае с конца XVII века. Длительное сосуществование албанского и сербского населения приводило к размыванию этнических и межконфессиональных границ, к сближению многих элементов традиционной культуры, что облегчало процесс смены национальной идентичности, начавшийся в основном с XVIII века. Примером может служить славянская область Ополье, которая сравнительно рано была исламизирована, после чего начался постепенный процесс албанизации — к настоящему времени жители Ополья стали албанцами и по языку и по культуре, в ряде случаев процесс албанизации не завершился, так, рафчане, считающие себя албанцами, в быту продолжают говорить на южнославянских говорах.
Албанизация продолжилась в XX веке в рамках автономного края Косово, в котором албанцы преобладали по численности. В частности, это выражалось в неоднократных попытках ввести среди славянского населения образование на албанском языке, в попытках приписывания славян-мусульман к албанской национальности, в замене фамилий представителей славянско-мусульманского населения по албанской ономастической модели (бо́льшая часть исламизированных славян в окрестностях Призрена и в настоящее время сохраняют албанскую модель фамилий — Селими, Идризи и т. п., исключение составляют славяне, принявшие в 1999 году боснийскую идентичность и преобразовавшие фамилии по боснийской модели с окончанием на -ић — Џоговић, Идризовић и т. п.).